# Ioan Boroș
Ioan Boroș (n. 14 martie 1906, orașul Sfântu Gheorghe, comitatul Trei Scaune, Austro-Ungaria – d. 29 iunie 1940, Herța, România) a fost un ofițer român de artilerie, care a căzut eroic pentru apărarea Ținutului Herța de invazia armatelor sovietice.

## Biografie
A fost singurul copil al soților Ioan și Maria Boroș. Părinții săi erau de condiție modestă. Tatăl sau era crescător de oi și s-a stabilit apoi în orașul Bacău. Ioan Boroș a urmat cursul inferior al Liceului din Bacău, Liceul Militar din Iași și apoi Școala Militară de Ofițeri de Artilerie. În anul 1927, după absolvirea școlii de ofițeri, a fost înaintat la gradul de sublocotenent. A fost cadru militar activ, fiind avansat apoi la gradele de locotenent (1931) și căpitan (1938). Pentru o perioadă, a predat ca profesor la un liceu militar.
În iunie 1940, căpitanul Ioan Boroș comanda Bateria 5 de tunuri din cadrul Regimentului 16 Artilerie Bacău. Unitatea sa se afla dizlocată la acel moment în partea de nord a județului Dorohoi. Această regiune era apărată de Regimentele 16 Artilerie și 27 Dorobanți, ambele din Bacău.

## Ocuparea Herței de către Armata Sovietică
La 26 iunie 1940, URSS a transmis o notă ultimativă guvernului român, prin care cerea evacuarea Basarabiei și a nordului Bucovinei. În fața amenințărilor sovietice, guvernul României a fost nevoit să accepte ultimatumul sovietic și, începând din 28 iunie 1940, a început evacuarea celor două teritorii.
După ce Armata Sovietică a ocupat Basarabia și nordul Bucovinei la 28 iunie, în dimineața zilei următoare, 29 iunie 1940, primele unități militare sovietice au ajuns în apropierea orașului Herța din Vechiul Regat. La orele 4 dimineața, două tancuri sovietice au intrat în oraș și i-au cerut căpitanului Boroș să le predea tunurile bateriei. Acesta a încercat să le explice rușilor că teritoriul apărat de bateria sa de tunuri nu făcea parte din teritoriul cedat URSS-ului (deoarece nu era parte nici a Basarabiei și nici a nordului Bucovinei), dar sovieticii au deschis focul, ucigându-l pe loc. Alături de el, au mai fost uciși sublocotenentul (r) Alexandru Dragomir (născut în 1914 la Focșani, de profesie avocat) și soldatul Iancu Solomon (născut în 1918 la Moinești, de etnie evreiască).
În procesul-verbal al Regimentului 16 Artilerie din 29 iunie 1940 sunt consemnate următoarele: “În dimineața zilei de 29 iunie 1940, la orele 4, localitatea Herța a fost ocupată de armata rusă, cu elemente mecanizate. La această dată, Bateria I era instalată pe poziție în Herța, sprijinind un detașament de infanterie. Două din cadrele de luptă ce intraseră în localitate au apărut în poziția Bateriei și au cerut ca Bateria să se predea. Căpitanul Boroș a încercat să parlamenteze cu rușii, însă ei au tras focuri de armă și de pistoale omorându-l pe loc, căzând la datorie între ostașii și tunurile Bateriei sale”.
Cu toată opoziția militarilor români, unitatea militară sovietică a ocupat orașul Herța și 27 de sate aflate în apropierea sa, un teritoriu cu peste 92% populație românească. La 11 km sud de Herța, în punctul numit Stejarul Scorburos, trupe din Regimentul 16 Artilerie Bacău îi așteaptă pe sovietici. Cum aceștia nu se opresc din înaintare, colonelul Bota, comandantul regimentului, ordonă foc de avertisment. Surprinsă de acest atac, unitatea sovietică se oprește din înaintare și montează stâlpii de graniță.
Corpurile neînsuflețite ale celor trei militari uciși au fost transportate la Dorohoi. În ziua de 1 iulie 1940, căpitanul Ioan Boroș a fost înmormântat cu onoruri militare în cimitirul ortodox al orașului, iar soldatul Iancu Solomon în cimitirul evreiesc. La funeraliile soldatului Solomon, o trupă de grăniceri români a ucis garda de onoare formată din 10 militari evrei (în frunte cu sergentul T.R. Bercovici), izbucnind astfel pogromul de la Dorohoi. Rămășițele pământești ale căpitanului Ioan Boroș au fost reînhumate ulterior, cu onoruri militare, în Cimitirul Central din Bacău.
La câteva săptămâni după moartea căpitanului, s-a născut fiica sa, Ioanița.

## Cinstirea memoriei sale
În vara anului 1941, după numai un an de ocupație sovietică, Ținutul Herța a fost eliberat de Armata Română. În orașul Herța a fost construită o troiță în amintirea celor trei eroi. S-a ținut o slujbă de pomenire într-o școală din Herța, la care au participat guvernatorul militar al Bucovinei, generalul Corneliu Calotescu, văduva lui Ioan Boroș și fiica acestuia, Ioanița, în vârstă de un an.
Începând din anul 1998, Asociația Națională “Cultul Eroilor” din Bacău îl comemorează pe eroul căpitan Ioan Boroș, considerat a fi primul ofițer al Armatei Române, căzut la datorie în reliminariile celui de-al doilea război mondial. La 29 iunie 1998, la prima comemorare a eroului Ioan Boroș, a participat și Ioanița Boroș, fiica sa, medic la Constanța și colonelul (r) Traian Jugureanu, cel care s-a ocupat de transportarea rămășițele pământești ale căpitanului Boroș de la Dorohoi la Bacău.
În prezent, o stradă din municipiul Bacău poartă numele de "Căpitan Ioan Boroș".